# Aloidendron ramosissimum
Az Aloidendron ramosissimum, korábban Aloe ramosissima az egyszikűek (Liliopsida) osztályának spárgavirágúak (Asparagales) rendjébe, ezen belül a fűfafélék (Asphodelaceae) családjába tartozó növény.

## Rendszertani besorolása
Habár többen is önálló fajként kezelik, valószínűleg inkább az Aloidendron dichotomum törpe változata vagy alfaja.

## Előfordulása
Az Aloidendron ramosissimum előfordulási területe kizárólag a Dél-afrikai Köztársaság és Namíbia határának egyik szakaszán van; a Richtersveld botanikai és kultúrtáj egyik endemikus növénye. Az élőhelyét a helybéli bányászat és a túllegeltetés fenyegeti.

## Megjelenése
Csak ritkán haladja meg a 60 centiméteres magasságot. Bokorszerű alakot vesz fel.

## Életmódja
A sivatagi domboldalakon és szorosokban nő.

## Képek

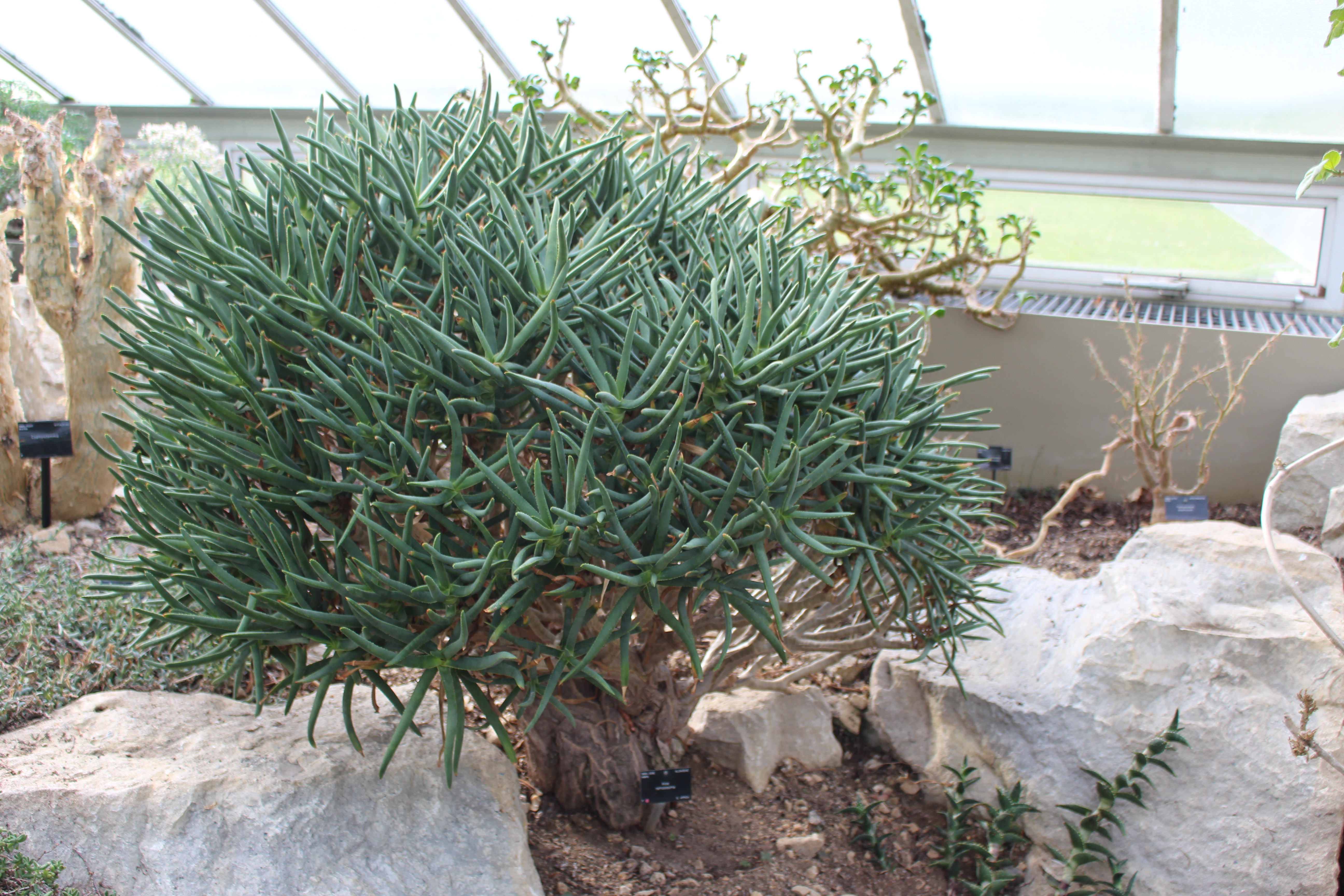
A növény
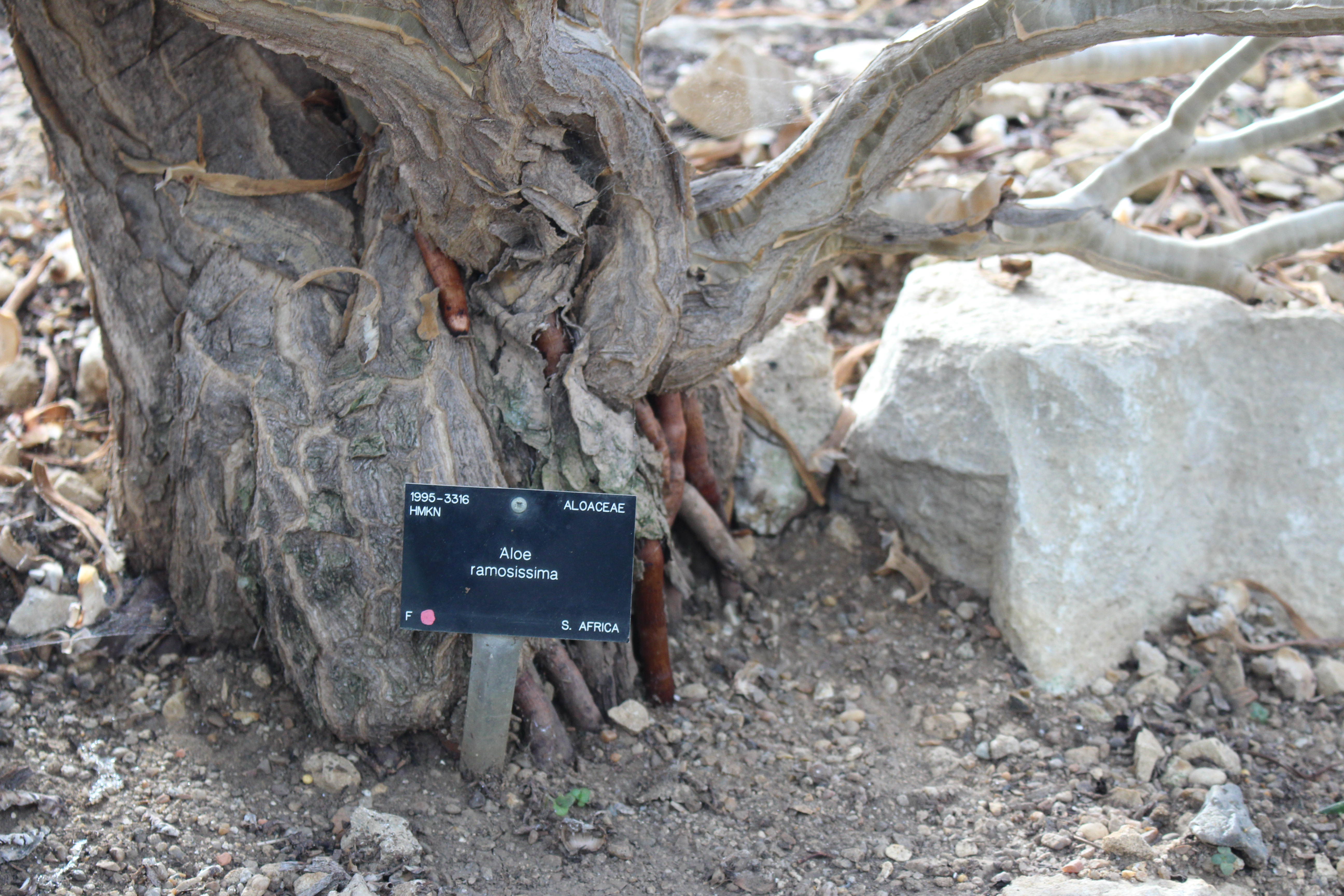
törzse és
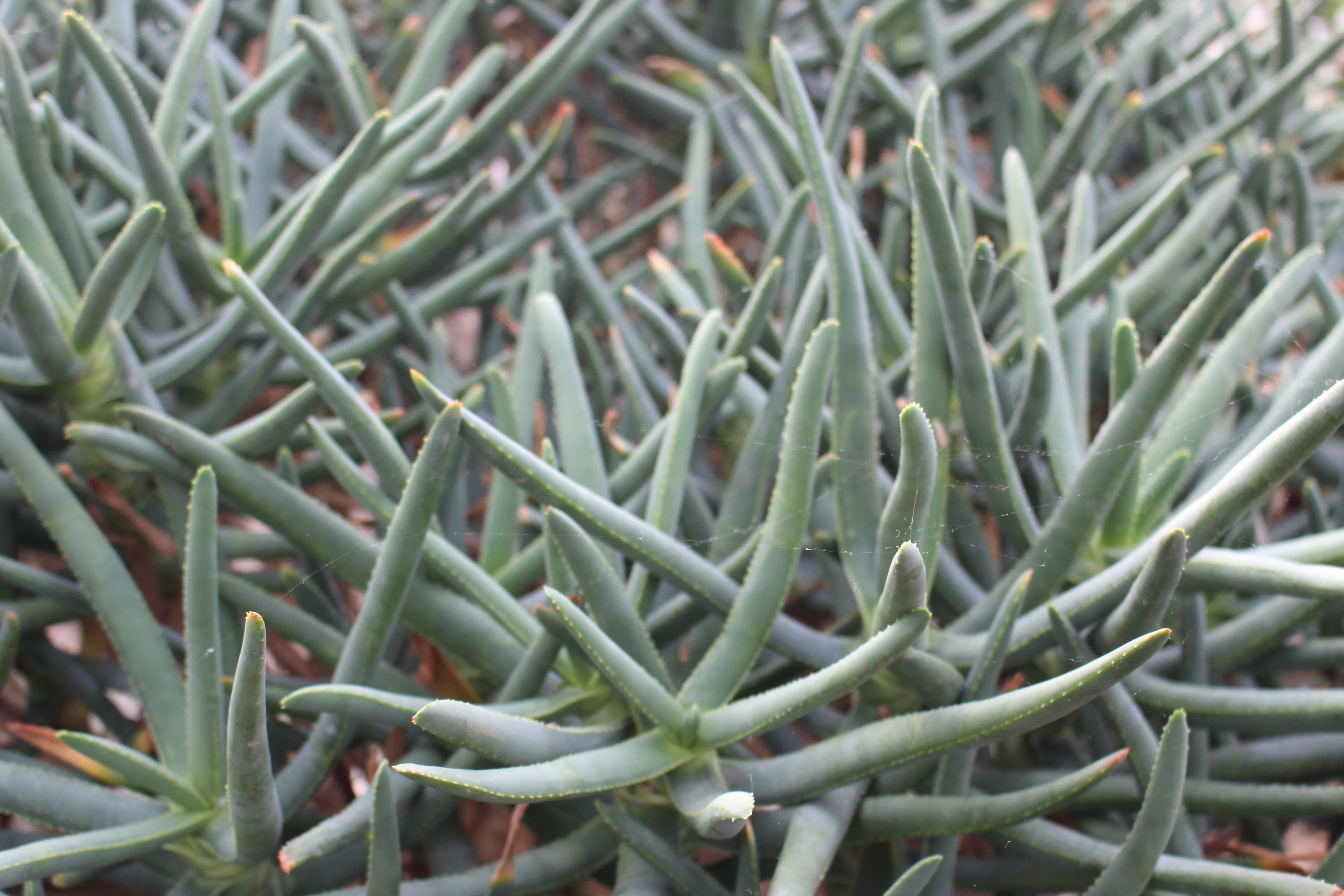
pozsgás levelei
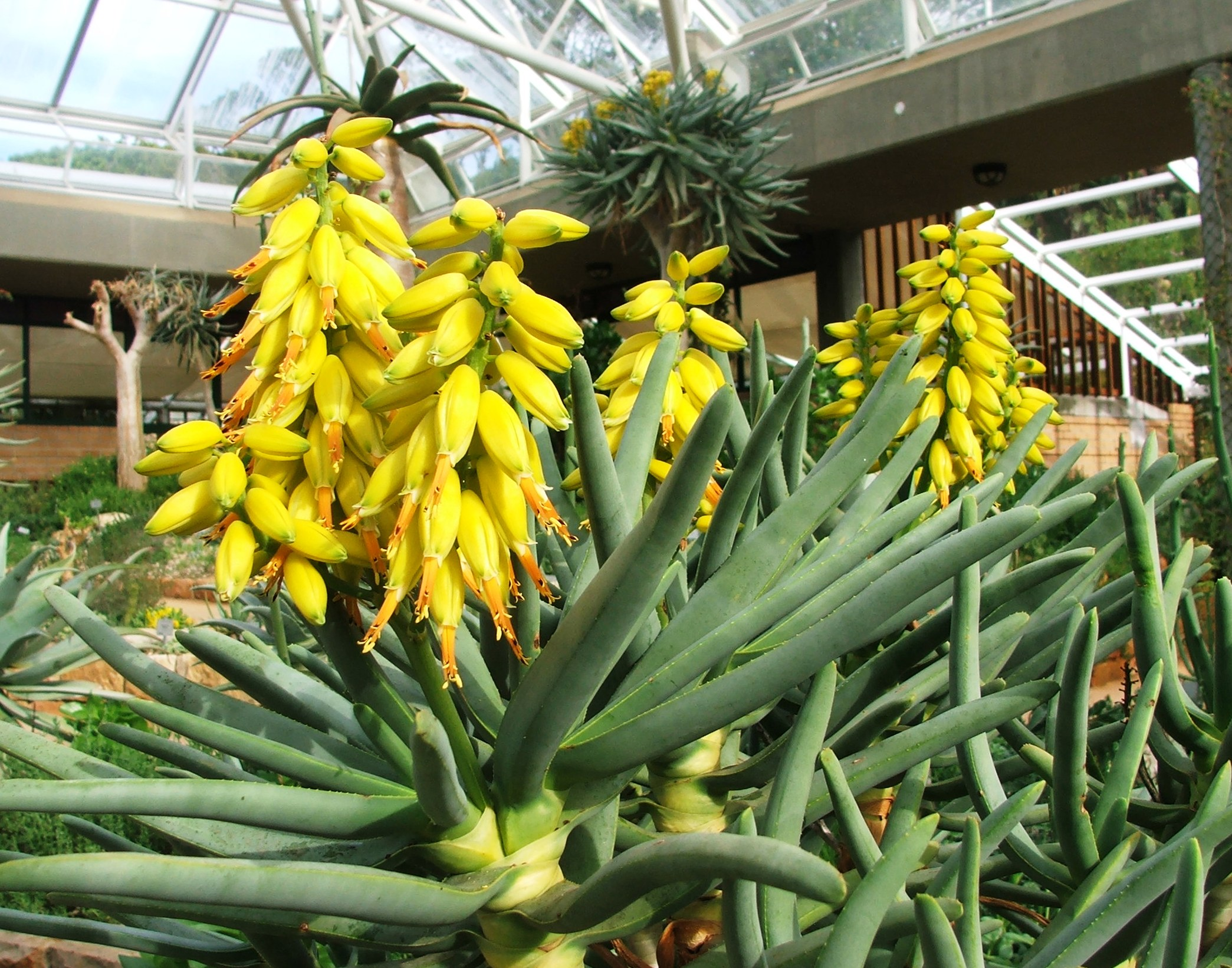
Virágzatai

### Fordítás
- Ez a szócikk részben vagy egészben  az   Aloidendron ramosissimum című angol Wikipédia-szócikk ezen változatának fordításán alapul.  Az eredeti cikk szerkesztőit annak laptörténete sorolja fel. Ez a jelzés csupán a megfogalmazás eredetét és a szerzői jogokat jelzi, nem szolgál a cikkben szereplő információk forrásmegjelöléseként.